# Ainsliaea nervosa
Ainsliaea nervosa là một loài thực vật có hoa trong họ Cúc. Loài này được Franch. mô tả khoa học đầu tiên năm 1895.